# Artemidoro de Éfeso
Artemidoro de Éfeso  (em grego: Αρτεμίδωρος ο Εφέσιος; em latim: Artemidorus Ephesius) foi um geógrafo grego, que floresceu por volta de 100 a.C. Sua obra em onze livros é frequentemente citada por Estrabão, mas existem apenas fragmentos da obra.

## Biografia
Depois de estudar em Alexandria, Artemidoro viajou extensivamente e publicou os resultados de suas pesquisas em um grande trabalho de Geografia geral (em grego: Τὰ γεωγραφούμενα) em onze livros, muito utilizados por Estrabão e outros. A obra original está perdida, mas existem pequenos fragmentos e fragmentos maiores de um resumo feito por Marciano de Heracleia (século V), que contém o périplo do Ponto Euxino e descrições da Bitínia e Paflagônia.

## O papiro de Artemidoro
Um papiro contendo um fragmento já conhecido, como fazendo parte do livro 2 de sua obra, foi recentemente descoberto. Ele é conhecido como o Papiro de Artemidoro; contém também o primeiro mapa da Península Ibérica, e muitas ilustrações.
Este rolo de papiro de três metros de comprimento foi escrito no século I, talvez em Alexandria. Os copistas deixaram espaço para as ilustrações dos mapas e, em seguida enviaram-no para a oficina de um pintor para inseri-los. Mas o pintor desenhou apenas um mapa parcial, que parece ser o que o autor acreditava representar o contorno do sudoeste da Península Ibérica.
O mapa está incompleto e não tem nomes, e talvez esteja colocado em um espaço errado do papiro. Isto provavelmente foi o motivo do trabalho ter sido interrompido. Os espaços em branco foram então utilizados para rascunhos, uma vez que o papiro não teria mais utilidade, e para servir de catálogo de desenhos para os clientes. Os desenhos incluem imagens de animais reais, como girafas, tigres e pelicanos, bem como aqueles míticos, como o grifo, a serpente marinha ou um cão alado. Além disso, foram desenhadas cabeças, pés e mãos até que não restassem mais espaços em branco.
O papiro foi, então, presumivelmente, vendido como sucata de papel. Foi encontrado no início da década de 1900 na forma de cartonagem, como recheio para alguma cavidade (Convoluto). A cartonagem foi vendida para um colecionador egípcio, em cujas mãos permaneceu por cinquenta anos. Em seguida, viajou pela Europa, antes de ser comprada por um colecionador alemão que a abriu e descobriu os restos do rolo de papiro. Ele possui buracos, porque em algum momento ficou úmido, mesmo quando há buracos, os desenhos sobre as partes do papiro ficaram espelhados na parte de frente do rolo.
O papiro, que foi comprado por uma fundação por $3,369,850, é agora propriedade do Banco di San Paolo, em Turim, Itália.
Um estudo de 2007 realizado por Luciano Canfora afirma que o texto do papiro não pode ser de Artemidoro, pois contém palavras não empregadas por um grego bizantino, e que o papiro pode ser uma falsificação, talvez feita por Constantine Simonides. Richard Janko, em  Classical Review 59.2 (2009) pp. 403–410 ofereceu argumentos favoráveis ao caso de falsificação.